# Colle Monfortani
Colle Monfortani è una frazione di Roma Capitale, situata in zona Z. XIII Torre Angela, nel territorio del Municipio Roma VI (ex Municipio Roma VIII).
Sorge sul lato sud della via Prenestina, tra le frazioni di Prato Fiorito a est e Colle Prenestino a ovest e, insieme a quest'ultima, fa parte della Zona "O" 15+16 Colle Mentuccia..
Il nome deriva dal principale luogo di culto religioso, dedicato a San Luigi di Montfort, fondatore della Compagnia di Maria o Monfortani.

## Architetture religiose
- Chiesa di San Luigi di Montfort, su via Prenestina. Chiesa del XX secolo. 41.892299°N 12.649799°E

Chiesa annessa alla parrocchia di San Massimiliano Kolbe.

## Odonimia
Tranne via Pecoreccia di Torre Angela, via Cannaroli e via Romolo Vaselli (la cui famiglia era proprietaria dei terreni dove nacque la frazione), le strade di Colle Monfortani, come quelle della vicina Colle Prenestino, sono tutte dedicate a comuni campani.